# بد گیال
آلبا فارلو سوله (اسپانیایی: Alba Farelo i Solé‎؛ زادهٔ ۷ مارس ۱۹۹۷) که به‌طور حرفه ای با نام بد گیال (به اسپانیایی: Bad Gyal) شناخته می‌شود، خواننده، ترانه‌سرا، دی جی و مدل اسپانیایی است. بد گیال که به دلیل استفاده کلی متمایز از خودتیون معروف است، از زمانی که حرفه موسیقایی اش در سال ۲۰۱۶ شروع شد، با آپلود تفسیری از " کار " ریحانا، که به زبان کاتالان خوانده شده است، در یوتیوب، طرفداران زیادی ایجاد کرد.
بد گیال در سال ۲۰۱۹ با اینترسکوپ رکوردز و افترکلاو قرارداد امضا کرد و با آهنگ‌هایی مانند "سانتا ماریا"، " زورا " و " آلوکائو " مورد تحسین قرار گرفت. در سال ۲۰۲۱ اولین پروژه او به عنوان یک هنرمند امضا شده گرم کردن و همچنین سیستم صوتی: نسخه‌های نهایی منتشر شد. اولین آلبوم او لا جویا در سال ۲۰۲۴ منتشر شد.

## آهنگ‌شناسی
- لا جویا (۲۰۲۴)

## فیلم‌شناسی

### تلویزیون
| سال  | عنوان                  | نقش          | منبع  |
| ---- | ---------------------- | ------------ | ----- |
| 2019 | La hora musa           | بازیگر       | [ ۶ ] |
| 2020 | گاودیر                 | همکار قهرمان | [ ۷ ] |
| 2021 | Maestros de la costura | ظاهر مهمان   | [ ۸ ] |
| 2021 | مسابقه درگ اسپانیا     | داور مهمان   | [ ۹ ] |